# مايكل ريختر
مايكل م. ريختر (بالألمانية: Michael M. Richter) (ولد في 21 يونيو 1938 في برلين) وهو عالم رياضيات ألماني وعالم حاسوب. اشتهر ريختر بحياته المهنية في المنطق الرياضي، وعلى وجه الخصوص التحليل غير القياسي، وفي الذكاء الاصطناعي، لا سيما في النظم القائمة على المعرفة وهو معروف في جميع أنحاء العالم كرائد في المنطق المعتمد على الحالة.

## حياته
ولد ريختر في أسرة متعلمة: كان والده الدكتور بول كورت ريختر، وهو عالم أدبي. كان جده الدكتور كارل غريف، وهو عالم طبي (في عام 1940، نشر جريف كتابا بعنوان «مشاكل مرض السكر» حوالى 544 صفحة وكان الناشر يوهان أمبروز بارت). درس ريتشتر الرياضيات في الفترة 1959-1965 في جامعة مونستر وجامعة فرايبورغ، حيث أكمل شهادة الدكتوراه في المنطق الرياضي تحت إشراف والتر فلسشر وحصل على شهادة التأهل للأستاذية في عام 1973 في الرياضيات في جامعة توبنغن. بعدما درس في جامعة تكساس في أوستن، كان أستاذا للرياضيات في الجامعة التقنية الراينية الفستفالية RWTH من عام 1975 إلى عام 1986. وفي عام 1986 كان استاذأ في قسم علوم الكمبيوتر في جامعة كايزرسلاوترن للتكنولوجيا حتى تقاعده في عام 2003.
خلال مسيرته الأكاديمية، شغل مناصب في أوستن (تكساس)، فلوريانوبوليس وكالغاري. كان أيضًا يدرس في جامعة سانت غالن في الفترة من 1994 إلى 2000. وهو يعمل حاليًا كأستاذ مساعد في جامعة كالغاري وأستاذ زائر في جامعة سانت غالن، فلوريانوبوليس، البرازيل. كان لديه 65 طالب حصلوا على الدكتوراه و 296 من طلاب الماجستير خلال حياته المهنية. شغل العديد منهم الآن مناصب أكاديمية ثابتة في أجزاء مختلفة من العالم. وهو مؤلف تسعة كتب أحدثها الاستنتاج المستند إلى الحالة: نشر هذا الكتاب بواسطة سبرنجر. لمايكل ابن يدعى بيتر بي. ريختر (من مواليد 1976) وهو جيولوجي حاصل على درجة الدكتوراه من جامعة ماينتس، ويعمل حاليا في جامعة كيل.

## أنشطته
من عام 1981 إلى عام 1985، كان مايكل ريختر رئيسًا لشركة الرابطة الألمانية للمنطق الرياضي وللبحث الأساسي في العلوم الدقيقة (DVMLG). شارك مايكل في المبادرة وأصبح رئيساً مشاركاً لسلسلة من المؤتمرات السنوية في علوم الكمبيوتر. في عام 1989، أصبح مايكل ريختر رئيسًا لمجموعة الأبحاث Mathematical Logic (حتى عام 2004) من أكاديمية هايدلبرغ للعلوم. هناك واصل موسوعة «أوميجا بيبليوغرافيا»، وهي مجموعة علمية فريدة من نوعها في جميع أنحاء العالم تحتوي على جميع المنشورات في المنطق الرياضي منذ عام 1889 بطريقة سرية. في كايزرسلاوترن، كان عضوًا في اللجنة الإدارية لمجموعتي بحث خاصتين متتاليتين من مؤسسة البحوث الألمانية (DFG): الذكاء الاصطناعي وتطوير النظم الضخمة ذات الطرق العامة. في عام 1988 كان واحدا من مؤسسي DFKI في كايزرسلاوترن في المركز الألماني للأبحاث في الذكاء الاصطناعي وأول مدير علمي ورئيس لمجموعة الهندسة الذكية . كان واحدا من المتقدمين في تحويل النظم الخبيرة الثابتة إلى نظم المساعدة المرنة. بعد عام 1990 شاركت مجموعته الجامعية في جميع المشاريع الأوروبية الكبرى. وكان المشروع الأكثر تأثيرا هو أبرز مشاريع الرابطة الأوروبية (الاستدلال الاستقرائي للحالات)، حيث تم تطوير منهجية أساسية. في عام 1993، بدأت المجموعة أول ورشة عمل أوروبية حول التفكير المستند إلى الحالة في كايزرسلاوترن (EWCBR) والتي كانت بعد ذلك حدثًا نصف سنويًا واستُكملت بالمؤتمرات الدولية حول CBR (ICCBR 2007).

## أعماله
كان مايكل ريختر متخصصًا في التحليل غير القياسي، حيث كتب دراسة علمية مع تلميذه ب. بنينهوفن. في آخن طور مايكل البرنامج الأول والوحيد لتطبيق قواعد إعادة الكتابة النظرية للمجموعة. في مجال هندسة البرمجيات. كما ركزت مجموعته على نمذجة العمليات كما طورت مجموعته نظام MILOS. كان مايكل يقود نمذجة العملية وقام بتوسيعها من قبل فرانك ماورر في كالجاري لنظام MASE. قام مايكل بإنشاء مجموعة Cyclops، التي عملت على فهم الصورة، وطورت أدوات جديدة تعتمد على نظام التكوين. هذا البحث أعطى الآن زيادة في التطبيقات المختلفة واستمر بشكل كبير في فلوريانوبوليس، البرازيل. حوالي عام 1990، بدأ مايكل ريختر العمل على التفكير المستندة إلى الحالة. في البداية، كان امتدادًا للعمل على أنظمة الخبراء التقنيين. كما قدم العديد من المفاهيم الأساسية والآراء في CBR. قدم العديد من المساهمات الهامة والمنهجية لمفهوم التشابه. منذ عام 1990 كان مايكل ريختر مهتمًا بجمع الأبحاث الأساسية والتطبيقات المفيدة.